# RAR
是一种专有檔案格式，用于数据压缩与归档打包，开发者为尤金·羅謝爾（拉丁轉寫：Yevgeny Lazarevich Roshal），RAR的全名是「Roshal ARchive」，即“罗谢尔的归档”之意。首个公开版本RAR 1.3发布于1993年。
尤金·羅謝爾于1972年3月10日生于俄罗斯。毕业于俄罗斯车里雅宾斯克工业大学（Chelyabinsk Technical University，今南烏拉州立大學），也是FAR文件管理器的作者。他开发了压缩和解压RAR文件的程序，最初用于DOS，后来移植到其它平台。Windows版本为WinRAR，是共享软件，不公开源代码。不过羅謝爾公开了解压器UnRAR的源代码，其许可证允许有条件自由发布与修改，然而不允许用于重建RAR压缩算法。
最近的开发者是尤金·羅謝爾的胞兄亞歷山大·羅謝爾。虽然其解码器有专利，编译好的解压程序仍然存在于若干平台，例如开源的7-Zip。

## 文件特点
- RAR通常情况比ZIP压缩比高，但压缩／解压缩速度较慢。
- 分卷压缩：压缩后分割为多个文件。
- 固实压缩：將要压缩的檔案视为同一个文件以加大压缩比，代价是取用压缩包中任何文件需要解压整个压缩包。
- 恢复记录：加入冗余数据用于修复，在压缩包本身损坏但恢复记录够多时可对损坏压缩包进行恢复。
- 加密：RAR 2.0使用AES-128-CBC，rar5.0以后为AES-256-CBC。之前RAR的加密算法为私有。目前除了暴力破解之外不存在公开有效的破解方法。